# Bogdan Adamczyk (piłkarz)
Bogdan Adamczyk (ur. 27 października 1935 w Radomiu) – polski piłkarz, napastnik, zawodnik m.in. Lechii Gdańsk (włączony do pierwszej drużyny przez trenera Tadeusza Forysia w sezonie 1954). W barwach drużyny z Gdańska w I lidze rozegrał 120 meczów i strzelił 36 goli.
Bogdan Adamczyk w I lidze:
- Debiut: 24 kwietnia 1955 Polonia Bydgoszcz – Lechia  1:0
- Liczba występów/w pełnym wymiarze: 117/103
- Lata gry w I lidze: 1955, 1958–1963
- Ostatni mecz w I lidze: 16 czerwca 1963 Ruch Chorzów – Lechia 1:0

W 2011 roku został odznaczony Złotym Krzyżem Zasługi.